# ヨハンネス・リヒテナウアー

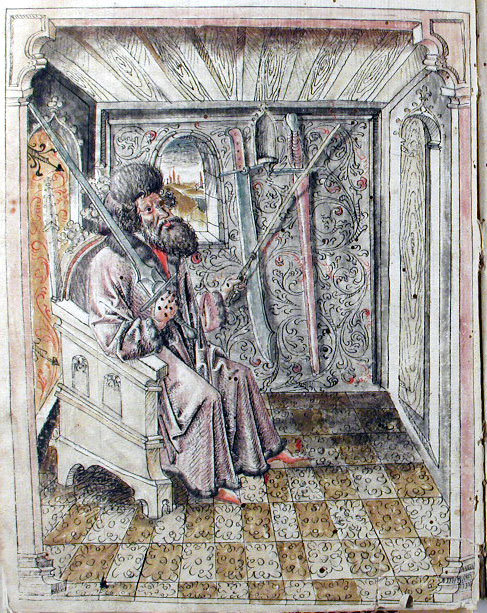
伝リヒテナウアー像（Cod.44A8, fol. 2v）

ヨハンネス・リヒテナウアー（Johannes Liechtenauer / Lichtenauer, ヨーハン・リヒテナウアー）は、14世紀ドイツの剣術家。1300年代半ばに、中部フランケン地方リヒテナウで生まれたと考えられている。その人物像についてはごく僅かにしか知られておらず、現在ニュルンベルクのゲルマン国立博物館に所蔵されている『ニュルンベルク手稿（GMN3227a）』、および彼の弟子たちによる語彙註解（glossa）の中に、彼の教えとともに伝わるのみである。『手稿』の著者によれば、リヒテナウアーは、「偉大な師」であり、その技を習得するために「多くの土地」を旅したという。後に15世紀の手稿では、リヒテナウアーの弟子を自認し、その教えを受け継ぐ剣術家の集団として、「リヒテナウアーの友（Gesellschaft Liechtenauers）」が言及されている。この呼称は、1460年代にパウルス・カール（Paulus Kal）によって確定され、おそらくは15世紀後半に聖マルコ兄弟団の台頭とともに、使われなくなった。

## 剣術
リヒテナウアーの教えは、韻文対句（Merkverse）の形で部分的に伝わっている。これは、おそらく熟練していない者を教えから遠ざけ、一方で、理解した者には記憶術の体系を提供するために、故意に難解にしてあると考えられている。
リヒテナウアーの剣術体系は、今日「ドイツ流剣術」と呼ばれるものを生み出した。その教えは、さまざまな剣術書に収録された語彙註解において、15世紀にはハンコ・デブリンガー、ジークムント・リングエック、ペーター・フォン・ダンツィヒらによって、また16世紀にはいってもパウルス・ヘクトル・マイアーらによって、註解が施され、拡充され、修正され続けた。実際、どれほど自尊心の高い剣術家であれ、たとえその剣術がリヒテナウアーからあまり影響を受けていなかったり、いくつかの要素が明らかにリヒテナウアーの教義と相容れないものであっても、リヒテナウアーの伝統を受け継いでいるように振る舞うのは、ほぼ否応なしにしなければならないことだったのである。
すでにリヒテナウアーの時代、武術（Fechten）はある特定の武器に限られたものではなかった。しかし、リヒテナウアーの教えは、長剣、剣とバックラー、短剣、小刀などの武器使用や、甲冑戦闘、平服戦闘、また時として騎乗時の戦闘に於ける組み討ちに関する、どちらかといえばテクニック重視のものであった。

## リヒテナウアーの友
15世紀半ばには、リヒテナウアーの伝統を受け継いでいると主張することが、剣術家にとって名誉あることになっていた。パウルス・カールは「リヒテナウアーの友」の16人の剣術家を一覧にしている。
- グラーツのペーター・ヴィルトハンス Peter Wildhans von Glatz
- グダニスクのペーター（ペーター・フォン・ダンツィヒ） Peter von Danzig
- ズノイモのハンス・シュピンドラー Hans Spindler von Znaym
- プラハのランプレヒト Lamprecht von Prag
- エアフルトのハンス・ザイデンファーデン Hans Seydenfaden von Erfurt
- レグニツァの人アンドレ Andre Liegnitzer
- レグニツァの人ヤーコプ（アンドレの兄弟） Jacob Liegnitzer
- ジークムント・アムリング（リングエック） Sigmund Amring (Ringeck)
- ニュルンベルクのハルトマン Hartmann von Nürnberg
- マルティン・フンツフェルト Martin Hundsfeld
- ペグニッツの人ハンス Hanns Pägnitzer
- ペルグの人フィリップス Philips Perger
- クラクフのヴィルギル Virgil von Krakau
- ブラウンシュヴァイクの短剣使いディートリヒ Diethrich Degen Fechter von Braunschweig
- オーストリアの格闘術家ユダヤ人オットー Ott Jud
- カールの師シュテットナー Stettner